# Ghirmay Ghebreslassie
Ghirmay Ghebreslassie (* 14. November 1995) ist ein eritreischer Langstreckenläufer. Er wurde 2015 Weltmeister im Marathonlauf.

## Werdegang
Ghebreslassie sammelte erste internationale Erfahrungen bei den Crosslauf-Weltmeisterschaften 2013 in Bydgoszcz, wo er im Juniorenrennen den siebten Platz belegte. Nur eine Woche später gewann er das Halbmarathonrennen beim Paderborner Osterlauf in 1:00:07 h. Bei den Halbmarathon-Weltmeisterschaften 2014 in Kopenhagen wurde er in 1:00:10 h Siebter. Im selben Jahr gewann er die Göteborgsvarvet und den Giro di Castelbuono. Außerdem startete er beim Chicago-Marathon als Tempomacher und beendete das Rennen in 2:09:08 h auf Platz sechs.
Im April 2015 erzielte Ghebreslassie als Zweiter des Hamburg-Marathons mit 2:07:47 h eine neue persönliche Bestleistung.

### Sieger im Marathon bei den Weltmeisterschaften in Peking 2015
Den bis dahin größten internationalen Erfolg seiner Karriere feierte er vier Monate später mit dem überraschenden Titelgewinn bei den Weltmeisterschaften in Peking. Damit wurde er zum jüngsten Marathonweltmeister der Geschichte sowie zum ersten Goldmedaillengewinner aus Eritrea bei Leichtathletik-Weltmeisterschaften.
Ende April 2016 steigerte Ghebreslassie seine Bestleistung beim London-Marathon um eine Sekunde auf 2:07:46 h und belegte in dem hochklassig besetzten Rennen den vierten Platz. Drei Wochen später siegte er beim Grand Prix von Bern über 10 Meilen (16,093 km) in 47:01 min.

### Olympische Spiele 2016
Im Marathonlauf der Olympischen Spiele in Rio de Janeiro wurde er in 2:11:04 h Vierter. Im November gewann er den New-York-City-Marathon in 2:07:51 h. Damit wurde er zum bis dahin jüngsten Sieger dieses Rennens.
Beim London-Marathon 2017 belegte Ghebreslassie in 2:09:57 h den sechsten Platz.